# Austriaccy posłowie do Parlamentu Europejskiego 2004–2009
Austriaccy posłowie VI kadencji do Parlamentu Europejskiego zostali wybrani w wyborach przeprowadzonych 13 czerwca 2004.

## Lista posłów
Wybrani z listy Austriackiej Partii Ludowej
- Othmar Karas
- Hubert Pirker, poseł do PE od 1 lutego 2006
- Reinhard Rack
- Paul Rübig
- Agnes Schierhuber
- Richard Seeber

Wybrani z listy Socjaldemokratycznej Partii Austrii
- Maria Berger, poseł do PE do 10 stycznia 2007 i ponownie od 11 grudnia 2008
- Herbert Bösch
- Wolfgang Bulfon, poseł do PE od 18 stycznia 2007
- Harald Ettl
- Jörg Leichtfried
- Christa Prets
- Hannes Swoboda

Wybrani z Listy Hansa Petera Martina
- Karin Resetarits
- Hans-Peter Martin

Wybrani z listy Zielonych
- Eva Lichtenberger
- Johannes Voggenhuber

Wybrany z listy Wolnościowej Partii Austrii
- Andreas Mölzer

Byli posłowie VI kadencji do PE
- Karin Scheele (wybrana z listy SPÖ), do 10 grudnia 2008, zrzeczenie
- Ursula Stenzel (wybrana z listy ÖVP), do 31 stycznia 2006, zrzeczenie